# Iris formosana
Iris formosana är en irisväxtart som beskrevs av Jisaburo Ohwi. Iris formosana ingår i släktet irisar, och familjen irisväxter. Inga underarter finns listade i Catalogue of Life.